# 陳槐林
陳槐林（?—?），江蘇省揚州府泰州人，清朝政治人物、同進士出身。
光緒九年（1883年），参加癸未科殿試，登進士三甲43名。同年五月，著以主事分部学习。